# Kim Kee-hee
Kim Kee-hee (13 de julho de 1989) é um futebolista sul-coreano que atua como volante. Atualmente, joga pelo Seattle Sounders FC.

## Títulos
Fonte:
Jeonbuk Hyundai Motors
- K League: 2014 e 2015

Shanghai Greenland Shenhua
- Copa da China: 2017

Seattle Sounders FC
- MLS Cup: 2019

Ulsan Hyundai
- Liga dos Campeões da AFC: 2020

Seleção Sul-Coreana
- Jogos Olímpicos: 2012 Medalha de bronze
- Campeonato de Futebol do Leste Asiático: 2015